# Stenomacrus incisus
Stenomacrus incisus är en stekelart som först beskrevs av Johann Ludwig Christian Gravenhorst 1829.  Stenomacrus incisus ingår i släktet Stenomacrus och familjen brokparasitsteklar. Inga underarter finns listade i Catalogue of Life.